# Chelkarite
La chelkarite è un minerale.